# Corse social-démocrate
Pour les articles homonymes, voir CSD.
Le mouvement Corse social-démocrate (CSD) est créé en 1996, entre autres par Simon Renucci (ancien adhérent du PS, pédiatre et proche de Lionel Jospin).
Formation socialiste de Corse, où le Parti radical de gauche (PRG) est traditionnellement assez bien implanté, le mouvement a détenu la mairie d'Ajaccio pendant 13 ans, à partir de 2001.
Lors des municipales de mars 2014, il est l'objet de dissensions internes. La liste conduite par le maire sortant, Simon Renucci, est devancée de quelques centaines de voix par l'UMP. L'élection est annulée par le tribunal administratif sur la base de pratiques systématiquement organisées dans l'établissement des procurations.
Une nouvelle élection est organisée en 2015. Simon Renucci et ses colistiers sont devancés par l'UMP. Parmi les 10 conseillers d'opposition élus, aucun ne représente le CSD. 
Paul Digiacomi, élu président en mai 2014, décide de démissionner de ses fonctions.
Le 17 mai 2015, Vanina Pieri est élue présidente de Corse social-démocrate à l'unanimité.